# Мхитарян, Амазасп
Амазасп «Амуз» Мхитарян ( 5 января 1950 год, Ереван) — армянский художник.
С 1982 года: Член Союза Художников Армения
С 1983 года: Член Союза Художников UNESCO.
1995—2005 гг.: Жил и работал в Москве.
2005 год: Живёт и работает в Ереване.

## Образование
- 1971—1977 гг.: Учился в Художественной Академии Республики Армения, в факультете живописи.
- 1958—1968 гг.: Учился в школе № 2.

## Выставки
- 1977—1988 гг.: Участвовал на многочисленных национальных, региональных а также международных выставках: в Венгрии, Чехии, Германии, Франции, Италии, Австралии, США, Канаде, России, и многих других странах. Более чем 1000 картин находятся в личных коллекциях в США и Европе.
- 1985—1995гг.: Занялся оформлением (книг, учебников, художественных книг Армянской, а также мировой литературы Пушкин, Лермонтов, Бичерслоу, Туманян, Бакунц).
- 1985—1990 гг.: Участвовал на международных фестивалях книг в Москве.
- 1990—1995 гг.: Преподавал в Ереванском педагогическом институте, в факультете культуры.
- 2004 год: Открыл выставку своих работ в Москве.
- 2005 год: Его имя находится в книге «Рейтинг мировых художников»

## Семья

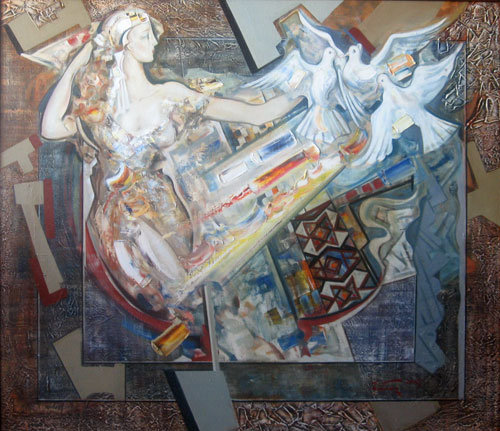
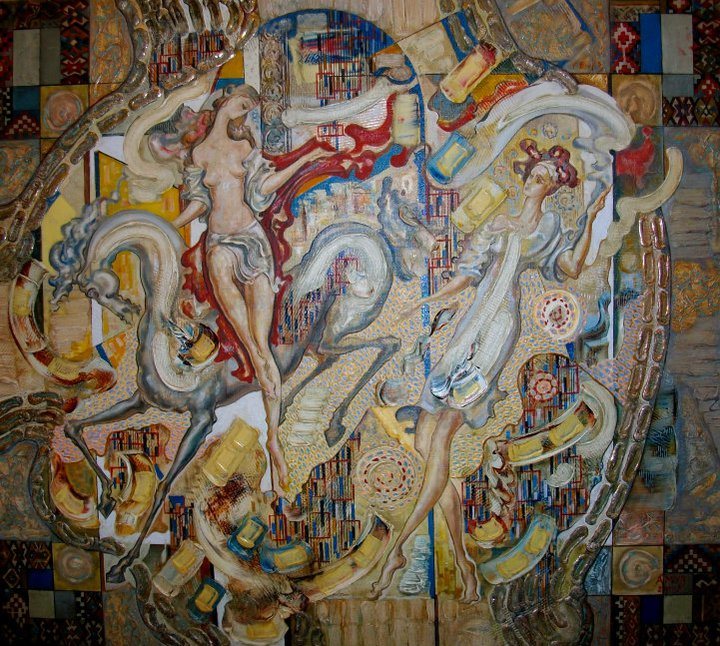

Женат. Имеет 3 детей.